# Cenopalpus officinalis
Cenopalpus officinalis är en spindeldjursart som beskrevs av Papaioannou-Souliotis 1986. Cenopalpus officinalis ingår i släktet Cenopalpus och familjen Tenuipalpidae. Inga underarter finns listade i Catalogue of Life.